# Barclaycard
Barclaycard est la filiale carte de crédit de la banque Barclays. La Barclaycard était la première carte de crédit introduite en Angleterre en 1966. EIle a exercé un monopole jusqu'à l'introduction de la carte Access en 1972. Barclaycard est devenu plus tard membre du réseau Visa. De nos jours Barclays commercialise la Mastercard et la Visa. Barclaycard affirme être principal émetteur en Europe avec 11 millions de cartes en circulation.
En juin 2009, tous les comptes Barclaycard français de type "revolving" furent définitivement fermés. Ce serait la conséquence de la faible demande de la part des particuliers français pour ce type de crédit chez Barclaycard.[citation nécessaire]